# Tân Quan
Tân Quan là một xã thuộc tỉnh Đồng Nai, Việt Nam.
Xã Tân Quan có diện tích 29,16 km², dân số năm 2009 là 4.569 người, mật độ dân số đạt 157 người/km².